# Мокувко
Мокувко (пол. Mokówko, нім. Mockerhof) — село в Польщі, у гміні Добжинь-над-Віслою Ліпновського повіту Куявсько-Поморського воєводства.
Населення — 209 осіб (2011).
У 1975-1998 роках село належало до Влоцлавського воєводства.

## Демографія
Демографічна структура станом на 31 березня 2011 року:
|          | Загалом | Допрацездатний вік | Працездатний вік | Постпрацездатний вік |
| -------- | ------- | ------------------ | ---------------- | -------------------- |
| Чоловіки | 108     | 25                 | 74               | 9                    |
| Жінки    | 101     | 25                 | 54               | 22                   |
| Разом    | 209     | 50                 | 128              | 31                   |